# Công nghệ quân sự

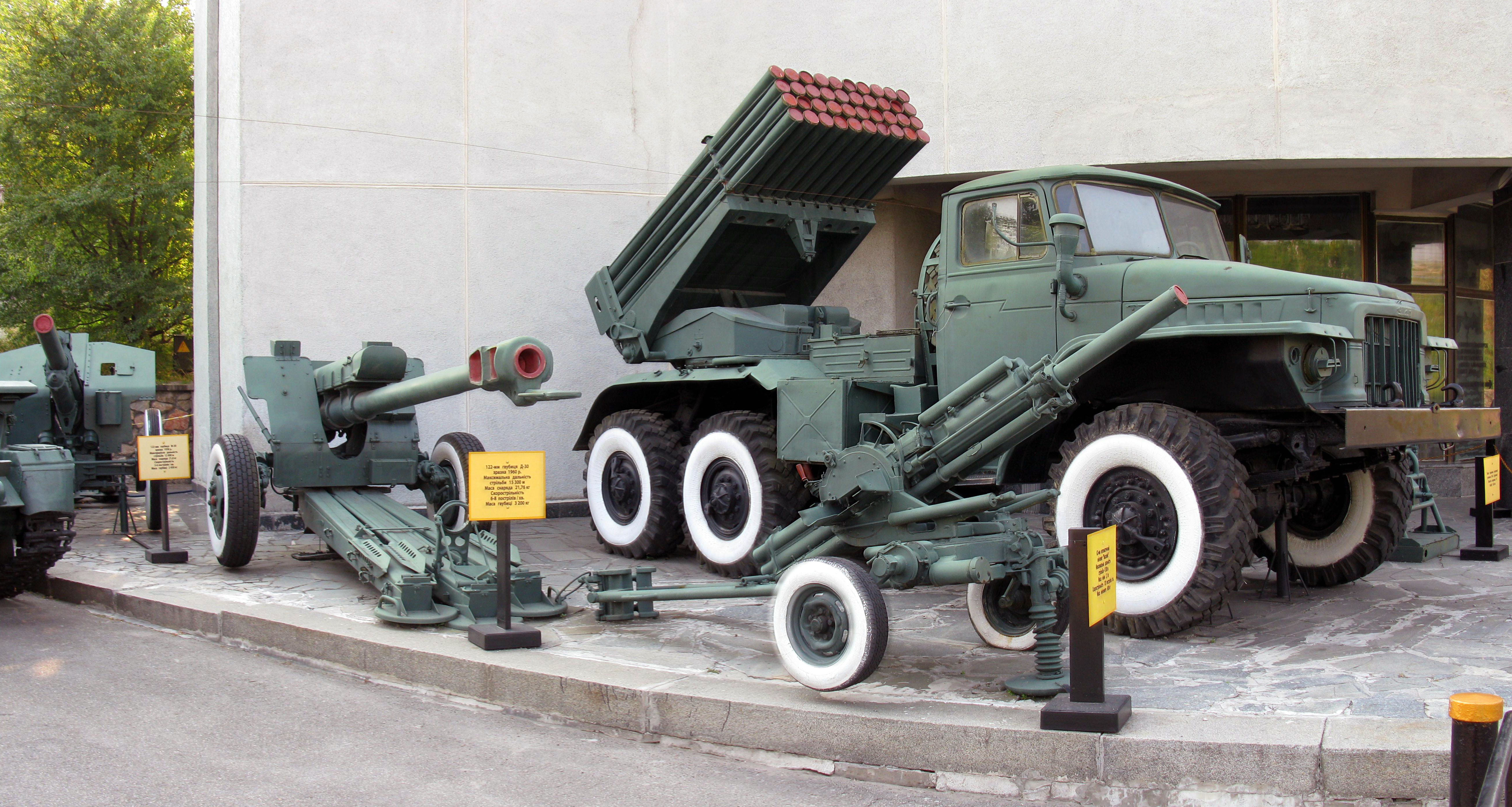
lựu pháo 122 mm M1938 (M-30)

Công nghệ quân sự là ứng dụng công nghệ để sử dụng trong chiến tranh. Nó bao gồm các loại công nghệ có bản chất quân sự rõ ràng và không phải là ứng dụng dân sự, thường là do chúng thiếu các ứng dụng dân sự hữu ích hoặc hợp pháp, hoặc nguy hiểm khi sử dụng mà không được đào tạo quân sự thích hợp.
Công nghệ quân sự thường được nghiên cứu và phát triển bởi các nhà khoa học và kỹ sư đặc biệt để sử dụng trong trận chiến của các lực lượng vũ trang. Nhiều công nghệ mới ra đời là kết quả của sự tài trợ quân sự cho khoa học. Kỹ thuật vũ khí là thiết kế, phát triển, thử nghiệm và quản lý vòng đời của các hệ thống và vũ khí quân sự. Nó dựa trên kiến thức của một số ngành kỹ thuật truyền thống, bao gồm kỹ thuật cơ khí, kỹ thuật điện, cơ điện tử, quang điện tử, kỹ thuật hàng không vũ trụ, kỹ thuật vật liệu và kỹ thuật hóa học.
Các dòng là xốp; phát minh quân sự đã được đưa vào sử dụng dân sự trong suốt lịch sử, đôi khi sửa đổi nhỏ nếu có, và đổi mới dân sự đã được đưa vào sử dụng quân sự tương tự.